# Astrophyton purpurea
Astrophyton purpurea är en ormstjärneart som beskrevs av Ole Theodor Jensen Mortensen 1934. Astrophyton purpurea ingår i släktet Astrophyton och familjen medusahuvuden. Inga underarter finns listade i Catalogue of Life.